# Arrhidaeus (satraap)
Arrhidaeus of Arrhidaios (Ἀρριδαῖος) was een van Alexander de Grotes generaals. Hij werd door Ptolemaeus de taak opgelegd om Alexanders lichaam naar Egypte te brengen in 323 voor Christus, het tegengestelde van de wensen van Perdiccas, die het lichaam naar Macedonië wilde sturen. Bij de dood van Perdiccas in Egypte in 321 v.Chr. werden Arrhidaeus en Peithon tijdelijk aangesteld als opperbevelhebbers, maar door de intriges van koningin Eurydice moesten ze hun ambt al snel weer inleveren bij de Rijksdeling van Triparadisus. Bij de verdeling van de provincies kreeg Arrhidaeus Phrygië aan de Hellespont. In 319 voor Christus, na de dood van Antipater, deed Arrhidaeus een onsuccesvolle aanval op Cyzicus; en Antigonos gebruikte dit graag als voorwendsel om zijn satrapie in te lijven. Arrhidaeus weigerde echter om afstand te doen van zijn provincie en sloot zichzelf op in Kios.